# Made in Chelsea
Made in Chelsea — британское реалити-шоу, идущее с 9 мая 2011 года на канале E4

## Сюжет
Реалити-шоу рассказывает о жизни богатых и успешных молодых людей, обитающих в самых элитных районах английской столицы — Белгрейвия, Челси, Найтсбридж и пр. Кроме их постоянного места жительства имели место быть и несколько выездных выпусков — в Дубай, Финляндию, Марракеш, Нью-Йорк, Барбадос. 12-й сезон шоу полностью посвящён Франции.

## Известные участники
- Олли Лок
- Стефани Прэтт
- Фунда Онал
- Кимберли Гарнер
- Фрэнсис Булле

## Версии в разных странах
Esquire Network купил права на съёмки американской версии шоу в 2012 году. 12 ноября состоялся показ пилотной серии проекта..  Made in Chelsea   транслировался в Австралии на принадлежащем Foxtel Networks платном телеканале LifeStyle You.  